# Zoropsis oertzeni
Zoropsis oertzeni är en spindelart som beskrevs av Dahl 1901. Zoropsis oertzeni ingår i släktet Zoropsis och familjen Zoropsidae. Inga underarter finns listade i Catalogue of Life.